# Thélepte
Thélepte (in arabo:ثليفت) è una municipalità della Tunisia nel governatorato di Kasserine.
Dopo le distruzioni subite durante la Seconda guerra mondiale l'antica cittadina di Telepte è disabitata, ma rimangono delle rovine romane poste a 5 chilometri dal villaggio di Feriana, ai confini con l'Algeria. La costruzione principale è la cattedrale di Thélepte, che venne costruita tra la fine del V secolo e l'inizio del VI secolo. La città fu il luogo di nascita del padre della chiesa Fulgenzio di Ruspe.